# Ōkura (Yamagata)
Ōkura (大蔵村 Ōkura-mura?) es una villa localizada en la prefectura de Yamagata, Japón. En junio de 2019 tenía una población de 3.081 habitantes y una densidad de población de 14,6 personas por km². Su área total es de 211,63 km².

## Geografía

### Municipios circundantes
- Prefectura de Yamagata
  - Shinjō
  - Murayama
  - Sagae
  - Funagata
  - Tozawa
  - Shōnai
  - Nishikawa

## Demografía
Según datos del censo japonés, la población de Ōkura ha disminuido en los últimos años.
| Año del censo | Población |
| ------------- | --------- |
| 1995          | 4.863     |
| 2000          | 4.528     |
| 2005          | 4.226     |
| 2010          | 3.762     |
| 2015          | 3.412     |